# قيقب غرناطي
القيقب الغرناطي أو القيقب الإسباني هو نوع من النباتات المزهرة من جنس القيقب، موطنه جنوب وشرق إسبانيا، وفي ميورقة في جزر البليار، وجبال الريف في المغرب. تعتبره بعض السلطات نوعًا فرعيًا من نبات القيقب الإيطالي، القيقب الأوبالي، وغالباً ما ينمو على المنحدرات والشقوق في المناطق الجبلية. تنمو على ارتفاع 190 و2000 متر، وغالباً ما تكون على المنحدرات المواجهة للشمال حيث تكون محمية من تأثيرات الجفاف الصيفي في مناخ البحر الأبيض المتوسط. ويرتبط هذا النوع بـ شوح إسباني، وزعرور مهدب، وعرعر كادي.